# (8890) Montaigne
(8890) Montaigne est un astéroïde de la ceinture principale.

## Description
(8890) Montaigne est un astéroïde de la ceinture principale. Il fut découvert par Eric Walter Elst le 10 août 1994 à l'ESO. Il présente une orbite caractérisée par un demi-grand axe de 3,15 UA, une excentricité de 0,154 et une inclinaison de 0,84° par rapport à l'écliptique.
Il fut nommé en hommage à Michel de Montaigne (1533-1592), philosophe français.

## Compléments